# Lluís Callén i Corzán

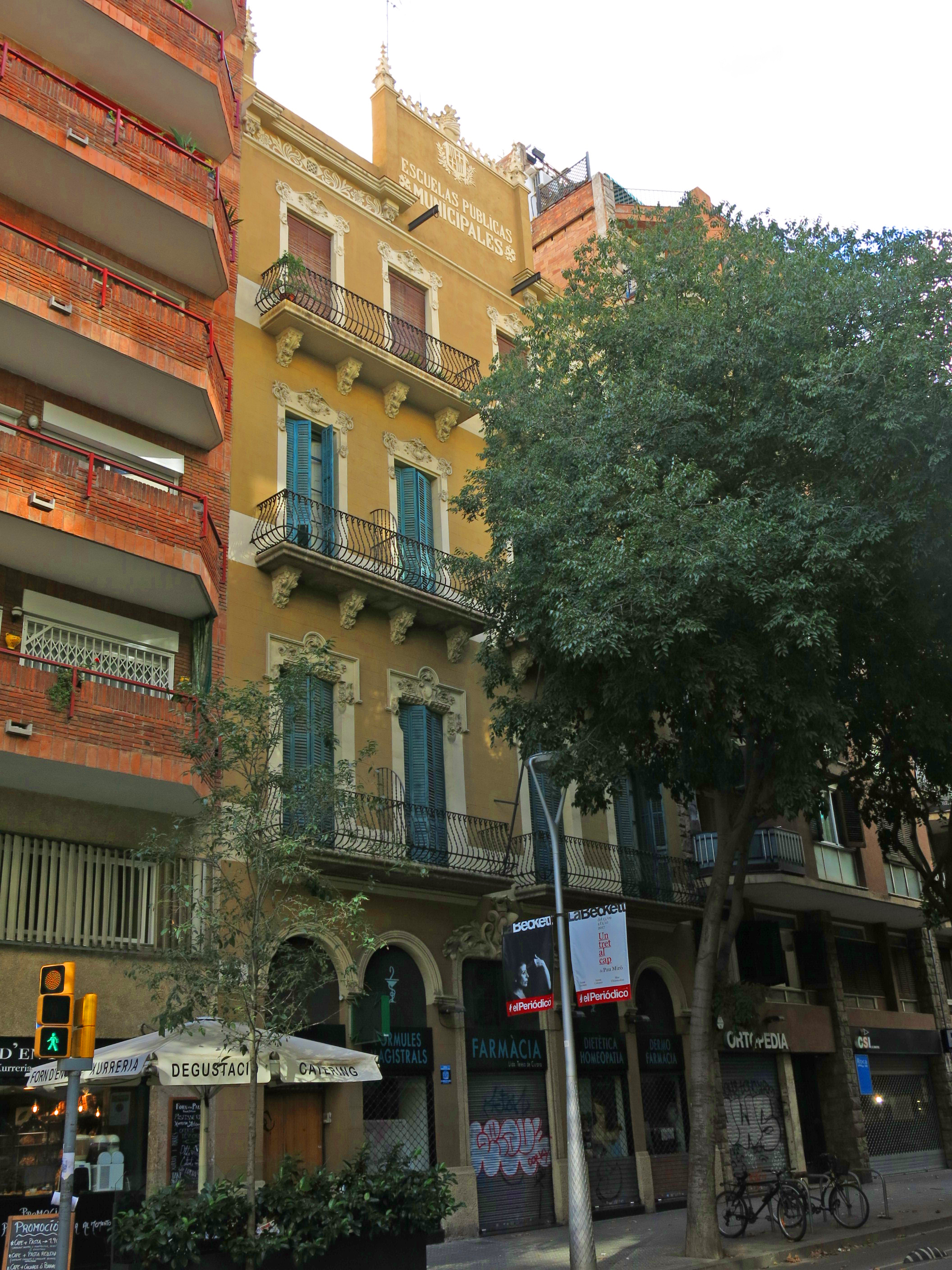
Die Antigues Escoles Municipals in der c. Calàbria 25 in Barcelona

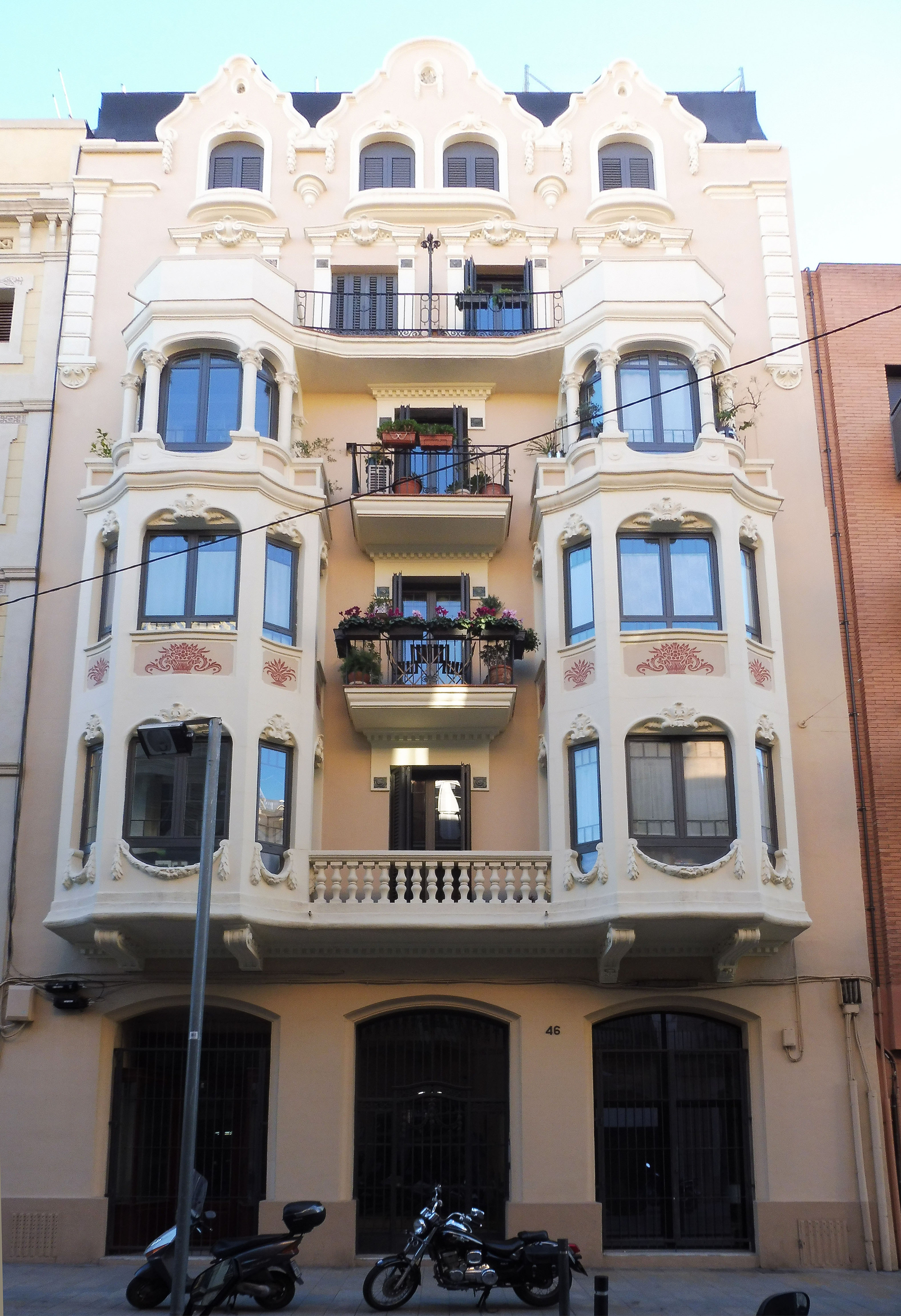
Casa Ramon Aguyé in der c. Clot 46 in Barcelona

Lluís Callén i Corzán (* 1865; † 1. Mai 1952 in Barcelona) war ein katalanischer Architekt des Modernisme, der Ende des 19. und vor allem im ersten Drittel des 20. Jahrhunderts in Barcelona wirkte.

## Leben und Werk
Seine architektonischen Arbeiten führte er fast alle in Barcelona aus, wobei die „Escoles Municipals“ von 1907 (c. Calàbria, 25) und die Casa Ramon Aguyé von 1929 (c. Clot, 46) besonders hervorstechen. Die „Escoles Municipals“ umfassen neben dem Erdgeschoss drei weitere Stockwerke. Der Haupteingang sowie die Fensteröffnungen aller Stockwerke sind mit Blumenreliefs verziert. Die Krönung stellt einen rechteckigen Körper mit gotischen Elementen dar, in dem sich das Wappen der Stadt Barcelona und der Text „Escuelas Públicas Municipales“ befinden. In Zusammenarbeit mit dem Architekten Rodríguez Villegas führte Lluís Callén 1894 ein Projekt durch, um die Wintergärten des Parc de Barcelona für Raumbedarfe der Literarischen und Künstlerischen Vereinigung von Barcelona nutzbar zu machen. Lluís Callén  gestaltete auch Grabdenkmäler wie das Pantheon für Manuel Malagrida auf dem Friedhof von Montjuïc in Barcelona.
Lluís Callén war auch politisch tätig und wirkte während der Präsidentschaft von Josep Torres i Argullol ab 1896 als Sekretär der „Associació d’Arquitectes de Catalunya“. Er war von 1909 bis 1913 und von 1915 bis 1919 für die antikatalanischen republikanischen Lerrouxisten im Stadtrat von Barcelona vertreten.
Lluís Callén starb am 1. Mai 1952 im Alter von 87 Jahren in Barcelona.